# 콘 이즈 그린
콘 이즈 그린(The Corn Is Green)은 미국에서 제작된 어빙 래퍼 감독의 1945년 드라마 영화이다. 베티 데이비스 등이 주연으로 출연하였다.

## 출연

### 주연
- 베티 데이비스
- 나이젤 브루스

### 조연
- 리스 윌리엄스
- 로잘린드 이반
- 밀드레드 던녹
- 아서 쉴즈
- 존 달
- 조앤 로링
- 귀네스 휴즈

## 제작진
- 원작자: 엠린 윌리엄스
- 미술: 칼 줄리스 웨일
- 의상: 오리 켈리